# Calisto Tanzi
Pour les articles homonymes, voir Tanzi.
Calisto Tanzi, né à Collecchio le 17 novembre 1938 et mort à Parme le 1er janvier 2022, est un chef d'entreprise italien, fondateur de l'entreprise agro-alimentaire Parmalat. Il est au centre de l'affaire Parmalat.

## Biographie
En 1961, il fonde la société Parmalat et ouvre une petite laiterie à Collecchio à proximité de Parme. Au cours des années 1970, la forte demande de lait à longue conservation permet à la société d'accroître sa part de marché. Dans les années 1990, après sa mise en bourse, la société commence à acquérir un grand nombre de sociétés en Europe, en Amérique latine et en Afrique, sociétés pas forcément liées au secteur alimentaire. Ainsi, en Italie, Parmalat acquiert la société de football Parme FC, le groupe de villages touristiques ParmaTour et le réseau de télévision Odeon TV.
Fin 2003, Parmalat est secouée par un scandale financier qui l'oblige à se déclarer en banqueroute. L'« affaire Parmalat » révèle un trou de 14 milliards d'euros dans les comptes de l'entreprise Parmalat. Il s'agit d’un des scandales financiers « les plus retentissants » en Europe.
Calisto Tanzi et son directeur financier, Fausto Tonna, avaient créé six sociétés écrans au Grand-Duché du Luxembourg, à l'aide de prête-noms.
Un procès à Milan porte sur des manipulations des cours boursiers de l'action Parmalat. Dans une première étape (procédure négociée), Fausto Tonna, le bras droit de Calisto Tanzi, et dix autres personnes sont condamnés à des peines allant de 10 mois à deux ans et demi de prison ferme. Calisto Tanzi est condamné fin 2008 à dix ans de prison notamment pour « manipulation de cours de Bourse », une peine confirmée en appel en mai 2009.
Le procès Parmalat s'est ouvert le 5 juin 2006 au tribunal de Parme. Calisto Tanzi y est condamné en 2010 à 18 ans de prison notamment pour « banqueroute frauduleuse et association de malfaiteurs ». Quatorze autres ex-dirigeants sont également condamnés dont Fausto Tonna, qui se voit infliger 14 ans de prison, et Giovanni Tanzi, frère de Calisto, qui est condamné à 10 ans et demi.
Le film L'Empire des Rastelli s'inspire en partie de ces faits.
Souffrant de problèmes cardiaques, Calisto Tanzi est mort à Parme le 1er janvier 2022 à l'âge de 83 ans,.